# Balanophora latisepala
Balanophora latisepala är en tvåhjärtbladig växtart som först beskrevs av Philippe Édouard van Tieghem, och fick sitt nu gällande namn av Paul Lecomte. Balanophora latisepala ingår i släktet Balanophora och familjen Balanophoraceae. Inga underarter finns listade i Catalogue of Life.